# Banda amatorów
Banda amatorów (ang. A Bunch of Amateurs) – brytyjski film komediowy z 2008 roku w reżyserii Andy'ego Cadiffa.

## Opis fabuły
Podupadły gwiazdor Jefferson Steel (Burt Reynolds) ma wziąć udział w prestiżowej inscenizacji „Króla Leara”. Leci w tym celu do Anglii. Na miejscu dowiaduje się, że przedstawienie odbędzie się w miasteczku na prowincji z udziałem amatorów. Doświadczony aktor musi odnaleźć się w trudnej dla niego sytuacji.

## Obsada
- Burt Reynolds jako Jefferson Steel
- Derek Jacobi jako Nigel
- Alistair Petrie jako Rupert
- Gemma Lawrence jako Verity
- Tony Jayawardena jako Kevin
- Peter Gunn jako Frank
- Michael Wildman jako Darcy
- Kelly Price jako Lauren

i inni